# Lelia Deselnicu
Lelia Deselnicu (Papură după căsătorie; n. 26 februarie 1973, Mofleni, Dolj, România) este o fostă atletă română, specializată în probele de alergare.

## Biografie
A fost multiplă campioană națională și balcanică în probele de 2000 m obstacole și cros. În 1995 a obținut medalia de aur la Crosul Balcanic cu echipa României.
1996 a fost cel mai de succes an al ei. Împreună cu Gabriela Szabo, Iulia Negură, Elena Fidatov, Mariana Chirilă și Viorica Ghican a cucerit medalia de bronz la Campionatul Mondial de Cros de la Stellenbosch. La Campionatul Mondial Universitar de Cros de la Albufeira, Portugalia, a câștigat aurul la individual și argintul cu echipa. Și tot în acel an echipa României, compusă din Iulia Ionescu, Mariana Chirilă, Lelia Deselnicu, Iulia Negură, Luminița Gogîrlea și Elena Fidatov, a obținut medalia de argint la Campionatul Mondial de ștafetă pe șosea („ekiden”) de la Copenhaga, Lelia Deselnicu fiind pe poziția a 3-a.
În anii 1997-1998 nu a concurat. În anul 1999 a revenit și a obținut medalia de argint la Campionatul European de Cros la echipe, alături de Constantina Diță-Tomescu, Iulia Olteanu-Negură, Denisa Costescu și Cristina Grosu.
Maestră a Sportului (1995). În 2004 sportiva a primit medalia „Meritul Sportiv” clasa I.

## Realizări
| An   | Competiție                              | Locație                     | Loc | Eveniment  | Note            |
| ---- | --------------------------------------- | --------------------------- | --- | ---------- | --------------- |
| 1996 | Campionatul Mondial de Cros             | Stellenbosch, Africa de Sud | 41  | 6,3 km     | 21:41           |
| 1996 | Campionatul Mondial de Cros             | Stellenbosch, Africa de Sud | 3   | echipe     | 21:41           |
| 1996 | Campionatul Mondial Universitar de Cros | Albufeira, Portugalia       | 1   | individual | 20:45           |
| 1996 | Campionatul Mondial Universitar de Cros | Albufeira, Portugalia       | 2   | echipe     | 20:45           |
| 1996 | Campionatul Mondial de ștafetă pe șosea | Copenhaga, Danemarca        | 2   | echipe     | 16:16 (2:18:41) |
| 1999 | Campionatul European de Cros            | Velenje, Slovenia           | 21  | 5 km       | 19:52           |
| 1999 | Campionatul European de Cros            | Velenje, Slovenia           | 2   | echipe     | 19:52           |